# Ayumi
Pour les articles homonymes, voir Ayu.
Ayumi est un prénom japonais féminin, souvent abrégé en Ayu. Il peut s'écrire plusieurs manières :
- あゆみ, en hiragana, graphie la plus courante.
- あゆ美, mélange de hiragana et de kanji (rarement utilisé).
- 歩 : signifie littéralement « pas » ou « marcher », mais en tant que prénom il se traduit par « marcheur ».
- 歩美 : beau marcheur
- 歩実
- 歩弓
- 安祐美
- 亜弓
- 亜由美
- 亜裕美
- 鮎美
- 優美
- 彩友美
- 我有美 : signifie « J'existe et je suis belle. »

Ce prénom est notamment porté par :
- Ayumi Hamasaki, une chanteuse japonaise ;
- Ayumi Yoshida, personnage du manga/anime Détective Conan ;
- Ayumi Takahara, personnage du manga/anime Que sa volonté soit faite ;
- Ayumi Otosaka, dans l'anime Charlotte.
- Ayumi Shinozaki, personnage du jeu-vidéo Corpse Party.

## Nom de scène
- Ayumi est le nom de scène de Ayumi Fukushima, b-girl japonaise.